# NGC 988
NGC 988 is een balkspiraalstelsel in het sterrenbeeld Walvis. Het hemelobject werd in 1879 ontdekt door de Franse astronoom Édouard Jean-Marie Stephan.

## Pseudo supernova
In het stelsel NGC 988 bevindt zich ogenschijnlijk een zeer heldere ster die wel eens als supernova beschouwd kan worden. In werkelijkheid betreft het een relatief zwakke voorgrondster (HD 16152) in het melkwegstelsel die toevallig (vanaf de Aarde) in dezelfde richting te zien is als het stelsel NGC 988.
Waarnemers met amateur telescopen kunnen de voorgrondster HD 16152 aanwenden als testobject om te trachten het achterliggende extragalactische stelsel NGC 988 te zien te krijgen. De positie van HD 16152 is opgenomen in gedetailleerde sterrenatlassen zoals Wil Tirion's Uranometria 2000.0. Tevens is het een ideaal object tijdens kijkavonden van volkssterrenwachten, om aan te tonen dat extragalactische stelsels er in de meeste gevallen zeer lichtzwak uitzien, of zelfs onzichtbaar, alnaargelang de ongunstige omstandigheden teweeggebracht door storende lichtvervuiling.

## Synoniemen
- PGC 9843
- MCG -2-7-37
- UGCA 35
- IRAS02330-0934